# Eucera tricinctella
Eucera tricinctella är en biart som först beskrevs av Timberlake 1969.  Eucera tricinctella ingår i släktet långhornsbin, och familjen långtungebin. Inga underarter finns listade i Catalogue of Life.